# Les 21 jours d’un neurasthénique

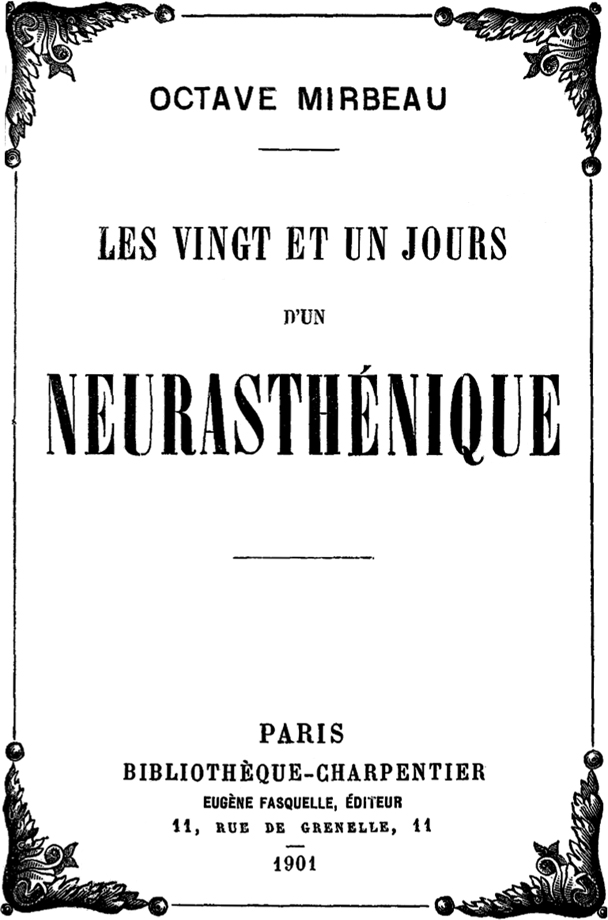
Titelblatt von Les 21 jours d’un neurasthénique, 1901

Les Vingt et un jours d’un neurasthénique ist ein im Jahr 1901 erschienener satirischer Roman des französischen Schriftstellers Octave Mirbeau. Deutsche Übersetzung: Nie wieder Höhenluft, oder Die 21 Tage eines Neurasthenikers, Übersetzung von Wieland Grommes, Manholt Verlag, Bremen, 2000.

## Eine literarische Monstrosität
Wieland Grommes: „Mirbeau treibt hier seine Verachtung für die Gesetze des traditionell komponierten realistischen Romans, wie ihn der Naturalismus forderte, bis zum Exzess: Es gibt keine begrenzte Gruppe von ‚Hauptfiguren‘, keine ‚Entwicklung‘, keine ‚Handlung‘ mehr, keine so recht zu fassende Form. Es passiert nichts, es wird im Grunde nur ‚geredet‘ – wenn auch über die komischsten, absurdesten, schauderhaftesten Dinge, die diesem und jenem tatsächlich oder angeblich passierten. Noch schlimmer, noch anarchistischer: Der Autor macht sich nicht einmal die Mühe, einen neuen Stoff, eine neue Geschichte zu erfinden, sondern verwertet altes, noch dazu bereits bekanntes Material ‚aus der Schublade‘, und zwar nicht weniger als 55 Prosatexte.“